# Hoplichthys regani
Hoplichthys regani is een straalvinnige vissensoort uit de familie van hoplichthyden (Hoplichthyidae). De wetenschappelijke naam van de soort is voor het eerst geldig gepubliceerd in 1908 door Jordan.